# Rallye d'Irlande 2009
Le rallye d'Irlande 2009 (4. Rally Ireland 2009) est la première épreuve du championnat du monde des rallyes 2009 et s'est déroulé en Irlande du 29 janvier au 1er février 2009. La ville de Sligo est le quartier général du rallye avec des spéciales se déroulant dans le nord-ouest de l'Irlande du Nord et en république d'Irlande.

## Résultats

### Classement final
| Pos. | n° | Pilote            | Copilote         | Voiture                    | Temps             | Écart           | Points |
| ---- | -- | ----------------- | ---------------- | -------------------------- | ----------------- | --------------- | ------ |
| 1er  | 1  | Sébastien Loeb    | Daniel Elena     | Citroën C4 WRC             | 2 h 48 min 25 s 7 |                 | 10     |
| 2e   | 2  | Daniel Sordo      | Marc Martí       | Citroën C4 WRC             | 2 h 49 min 53 s 6 | + 1 min 27 s 9  | 8      |
| 3e   | 3  | Mikko Hirvonen    | Jarmo Lehtinen   | Ford Focus RS WRC 08       | 2 h 50 min 33 s 5 | + 2 min 07 s 8  | 6      |
| 4e   | 6  | Henning Solberg   | Cato Menkerud    | Ford Focus RS WRC 08       | 2 h 54 min 58 s 1 | + 6 min 32 s 4  | 5      |
| 5e   | 7  | Chris Atkinson    | Stéphane Prévot  | Citroën C4 WRC             | 2 h 56 min 17 s 6 | + 7 min 51 s 9  | 4      |
| 6e   | 11 | Sébastien Ogier   | Julien Ingrassia | Citroën C4 WRC             | 2 h 59 min 09 s 7 | + 10 min 44 s 0 | 3      |
| 7e   | 16 | Matthew Wilson    | Scott Martin     | Ford Focus RS WRC 08       | 2 h 59 min 49 s 5 | + 11 min 23 s 8 | 2      |
| 8e   | 9  | Khalid al-Qassimi | Michael Orr      | Ford Focus RS WRC 08       | 3 h 02 min 33 s 6 | + 14 min 07 s 9 | 1      |
| 9e   | 17 | Boland Eamonn     | Damien Morrissey | Subaru Impreza S12B WRC 07 | 3 h 03 min 49 s 1 | + 15 min 23 s 4 |        |
| 10e  | 5  | Urmo Aava         | Kuldar Sikk      | Ford Focus RS WRC 08       | 3 h 04 min 01 s 1 | + 15 min 35 s 4 |        |

### Spéciales chronométrées
| Étape            | Spéciale | Heure   | Nom              | Distance | Vainqueur     | Temps         | Vit. moy.  | Leader        |
| ---------------- | -------- | ------- | ---------------- | -------- | ------------- | ------------- | ---------- | ------------- |
| 1re (30 janvier) | SS1      | 08 h 13 | Glenboy 1        | 22,25 km | J.-M. Latvala | 12 min 44 s 0 | 104,8 km/h | J.-M. Latvala |
| 1re (30 janvier) | SS2      | 09 h 01 | Cavan 1          | 15,09 km | S. Loeb       | 8 min 31 s 5  | 106,2 km/h | U. Aava       |
| 1re (30 janvier) | SS3      | 09 h 42 | Aughnasheelan 1  | 25,19 km | S. Loeb       | 14 min 35 s 2 | 103,6 km/h | U. Aava       |
| 1re (30 janvier) | SS4      | 13 h 02 | Glenboy 2        | 22,25 km | S. Loeb       | 11 min 37 s 4 | 114,9 km/h | S. Loeb       |
| 1re (30 janvier) | SS5      | 13 h 50 | Cavan 2          | 15,09 km | S. Loeb       | 7 min 40 s 5  | 118,0 km/h | S. Loeb       |
| 1re (30 janvier) | SS6      | 14 h 31 | Aughnasheelan 2  | 25,19 km | S. Loeb       | 13 min 44 s 6 | 110,0 km/h | S. Loeb       |
| 1re (30 janvier) | SS7      | 18 h 54 | Murley           | 24,70 km | Annulée       | Annulée       | Annulée    | S. Loeb       |
| 1re (30 janvier) | SS8      | 19 h 39 | Fardross         | 14,77 km | Annulée       | Annulée       | Annulée    | S. Loeb       |
| 2e (31 janvier)  | SS9      | 08 h 13 | Sloughan Glen 1  | 27,76 km | S. Loeb       | 14 min 43 s 3 | 113,1 km/h | S. Loeb       |
| 2e (31 janvier)  | SS10     | 09 h 06 | Ballinamallard 1 | 25,46 km | S. Loeb       | 13 min 02 s 1 | 117,2 km/h | S. Loeb       |
| 2e (31 janvier)  | SS11     | 09 h 49 | Tempo 1          | 13,46 km | S. Loeb       | 7 min 33 s 1  | 106,9 km/h | S. Loeb       |
| 2e (31 janvier)  | SS12     | 13 h 57 | Sloughan Glen 2  | 27,76 km | M. Hirvonen   | 14 min 33 s 9 | 114,4 km/h | S. Loeb       |
| 2e (31 janvier)  | SS13     | 14 h 50 | Ballinamallard 2 | 25,46 km | S. Loeb       | 12 min 51 s 4 | 118,8 km/h | S. Loeb       |
| 2e (31 janvier)  | SS14     | 15 h 33 | Tempo 2          | 13,46 km | S. Loeb       | 7 min 30 s 1  | 107,7 km/h | S. Loeb       |
| 3e (1er février) | SS15     | 08 h 35 | Geevagh          | 11,48 km | M. Hirvonen   | 6 min 11 s 3  | 111,3 km/h | S. Loeb       |
| 3e (1er février) | SS16     | 09 h 00 | Arigna           | 10,88 km | S. Loeb       | 6 min 03 s 6  | 107,7 km/h | S. Loeb       |
| 3e (1er février) | SS17     | 09 h 51 | Lough Gill       | 13,51 km | M. Hirvonen   | 6 min 27 s 0  | 125,7 km/h | S. Loeb       |
| 3e (1er février) | SS18     | 12 h 09 | Donegal Bay      | 14,47 km | M. Hirvonen   | 8 min 09 s 7  | 106,4 km/h | S. Loeb       |
| 3e (1er février) | SS19     | 13 h 10 | Donegal Town     | 1,50 km  | M. Hirvonen   | 1 min 08 s 1  | 79,3 km/h  | S. Loeb       |

## Classements généraux à l'issue du rallye
| Pos. | Pilote            | Points |
| ---- | ----------------- | ------ |
| 1er  | Sébastien Loeb    | 10     |
| 2e   | Daniel Sordo      | 8      |
| 3e   | Mikko Hirvonen    | 6      |
| 4e   | Henning Solberg   | 5      |
| 5e   | Chris Atkinson    | 4      |
| 6e   | Sébastien Ogier   | 3      |
| 7e   | Matthew Wilson    | 2      |
| 8e   | Khalid al-Qassimi | 1      |

| Pos. | Écurie                     | Points |
| ---- | -------------------------- | ------ |
| 1er  | Citroën Total WRT          | 18     |
| 2e   | BP Ford Abu Dhabi WRT      | 8      |
| 3e   | Stobart VK Ford Rally Team | 8      |
| 4e   | Citroën Junior Team        | 5      |